# Erinni

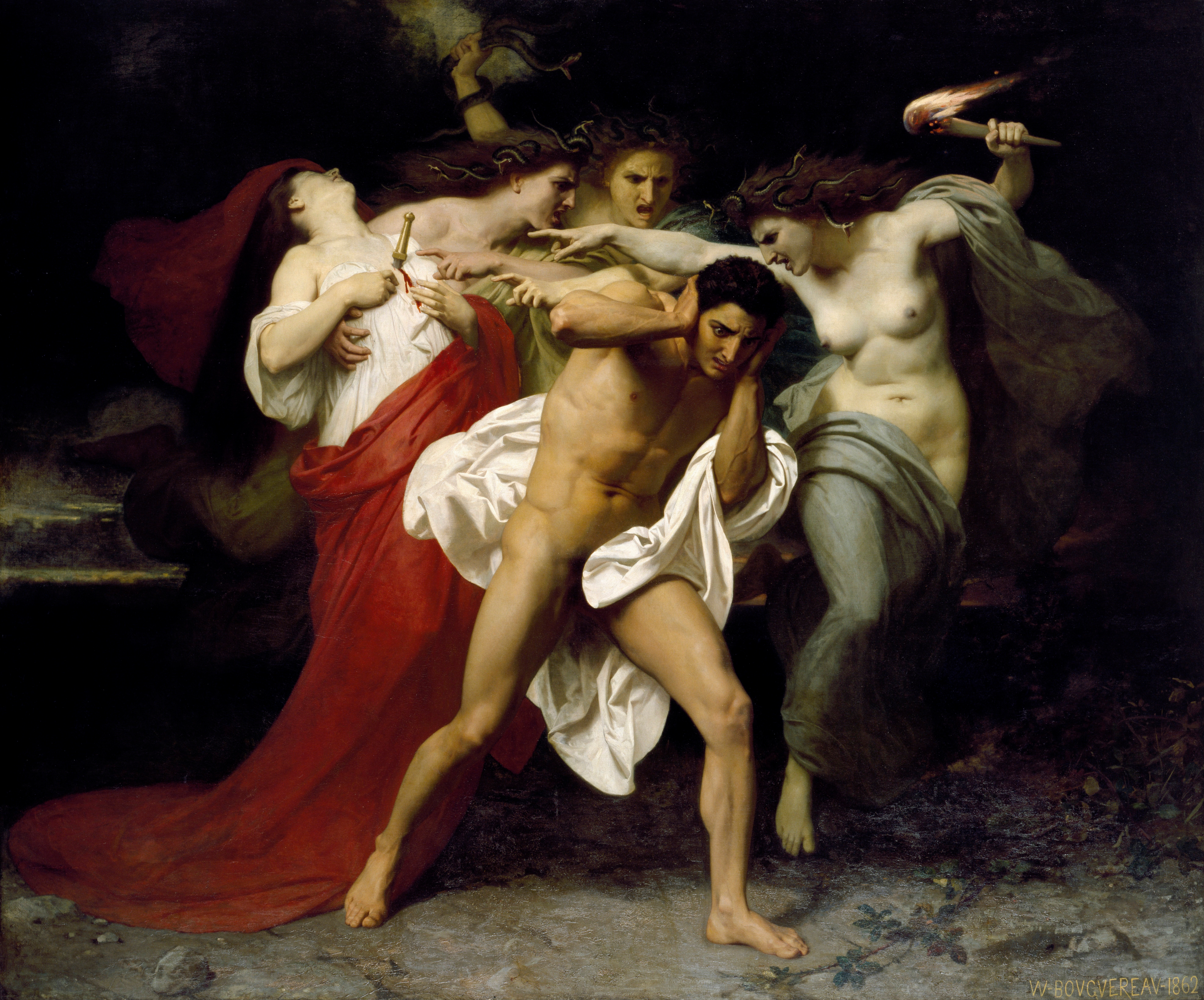
Oreste inseguito dalle Erinni ("Il rimorso di Oreste", opera di William-Adolphe Bouguereau, 1862)

Le Erinni (denominazioni antiquate: Erinne, o Erine; in greco antico: Ἐρινύες?, Erinýes) sono, nella religione e nella mitologia greca, le personificazioni femminili della vendetta soprattutto nei confronti di chi colpisce la propria famiglia e i parenti. Nella mitologia romana si chiamavano Furie.

## Mito
Secondo il mito esse nacquero dal sangue di Urano, fuoriuscito quando Crono lo evirò, mentre la successiva tradizione poetica le dice figlie della Notte. Secondo gli Inni orfici erano infine figlie di Ade e Persefone. Nella maggior parte delle versioni le Erinni sono tre sorelle: Aletto, Megera e Tisifone.
Al fine di placarle, vennero chiamate anche Eumenidi (ossia, le "benevole"), si porgevano loro varie offerte e ad esse si sacrificavano le pecore nere. Le Erinni erano anche indicate con altri epiteti, come Semnai o Potnie ("venerabili"), Manie ("folli") e Ablabie ("senza colpa").
Venivano rappresentate come divinità femminili, nere, con la bocca spalancata nell'atto di cacciare urla terribili, con serpenti invece di capelli, recanti in mano torce o fruste o carboni e tizzoni ardenti che usavano per torturare il malcapitato.
Così le descrive Claudio Claudiano nel De raptu Proserpinae:
Tesiphone quatiens infausto lumine pinum
Armatos ad castra vocant pallentia Manes»
colubri, squassa con sinistri bagliori la torcia 
e chiama all'esangue raduno gli armati spettri»
(Claudio Claudiano, De raptu Proserpinae (395-398), I, 39)
Il loro compito era quello di vendicare i delitti, soprattutto quelli compiuti contro la propria famiglia, torturando l'assassino con le armi che portavano con sé, fino a farlo impazzire.
Esse sono chiamate anche Dire da Virgilio.
Spesso presenti nella cultura classica - emblematico, in proposito, il ruolo che assumono nell'Orestea di Eschilo - ritornarono sovente, come riferimento colto, tanto nella cultura medievale (Nella Divina Commedia Dante le indica come le custodi della città infernale di Dite, in cui tentano di impedire il proseguimento del viaggio invocando Medusa per pietrificare il visitatore vivente) quanto in quella moderna e contemporanea, pur se, in quest'ultima, in modo abbastanza sporadico. Le si trovano anche nel romanzo Le Benevole di Jonathan Littell e nel romanzo "Furia" di Salman Rushdie. Citate anche da Marcel Proust in All'ombra delle fanciulle in fiore, dal personaggio di Antiope nell'aria "Scenderò, Volerò, Griderò" dell'opera Ercole su'l Termodonte di Antonio Vivaldi (libretto di Antonio Salvi) e nell'opera teatrale Riunione di Famiglia di T.S. Eliot.
Le Erinni perseguitarono Alcmeone dopo l'assassinio di sua madre e straziarono Pentesilea che aveva involontariamente ucciso sua sorella in una battuta di caccia.
Nella Medea di Euripide il coro invoca il raggio divino affinché fermi, ad evitare l'incombente duplice infanticidio, la mano di Medea, posseduta dalla sanguinaria Erinni, che le infonde lo spirito di vendetta.

## Nella cultura di massa

### Fumetti, graphic novel e videogiochi
- Le Eumenidi sono le principali antagoniste di un omonimo volume della serie di fumetti Sandman di Neil Gaiman.[10]
- Esse sono presenti anche in una storia della serie Hellboy di Mike Mignola.[11]
- Le tre Furie appaiono in due degli episodi spin-off nella serie di videogiochi God of War: nello specifico, sono le antagoniste principali di God of War: Ascension, e si oppongono al protagonista Kratos perché questi ha violato il suo patto con Ares. Una quarta entità, chiamata semplicemente Erinni, è invece la figlia del dio Tanato in God of War: Ghost of Sparta.
- Nel videogioco Hades le tre Furie si alternano a guardia del Tartaro e in tale veste cercando in impedire le fughe dagli Inferi del protagonista, il dio ctonio Zagreus. Zagreus ha inoltre dei trascorsi sentimentali con Megera e il giocatore può scegliere di ricucire i legami fra i due.
- Nella serie Netflix Kaos, appaiono ad adempiere il loro ruolo classico con sembianze di tre motocicliste.